# Lerche (Lebensmittel)
Die Lerche, in der französischen Küchensprache als „Alouette“ oder „Mauviette“ bezeichnet, ist ein vor allem in der Vergangenheit in Teilen Europas als Wildgeflügel genutzter Singvogel, der auf unterschiedliche Weise verwendet wurde.

## Merkmale

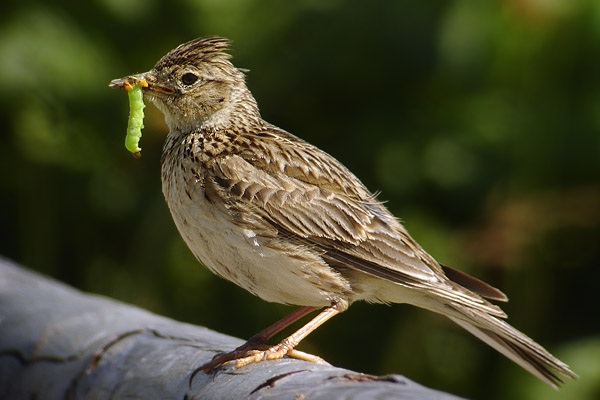
Feldlerche (Alauda arvensis) mit Raupe als Beute

Bei der als Nahrungsmittel verwendeten Lerche handelt es sich um die Feldlerche (Alauda arvensis), einen mittelgroßen bodenlebenden Vogel, der wie einige andere Singvogelarten, etwa der Ortolan (Fettammer), Drosseln oder die Wacholderdrossel (Krammetsvogel), im Ganzen oder in Teilen in der Küche verarbeitet wurde. In vielen europäischen Ländern ist der Fang und die Tötung dieser Tiere heute durch den Arten- und Tierschutz verboten und sie sind entsprechend von der Nutzung in der Küche ausgeschlossen. Herings Lexikon der Küche führt noch in der Auflage von 2012 verschiedene Zubereitungsformen für die Lerche und bezeichnet sie als sehr schmackhaften Wiesenvogel, stellt jedoch auch dar, dass die Art in vielen Ländern unter Artenschutz steht.
Escoffiers Kochkunst-Führer definiert dazu:

„Mit ‚Alouette‘ bezeichnet man die lebende Lerche. Den toten Vogel bezeichnet man in der Küche und auf den Menüs mit ‚Mauviette‘.“

### Fang
Lerchen wurden in der Vergangenheit in Netzen mit Klebegarn oder in Nachtnetzen gefangen (Lerchenstreichen). Nach dem Brockhaus Bilder-Conversations-Lexikon von 1838 konnten die Lerchen vor allem deshalb sehr gut in großer Menge gefangen werden, da sie „sehr gesellschaftlich sich auf Wiesen und Äckern aufhält“, wodurch „die Lerchen zu Tausenden auf einmal“ in die Netze getrieben werden konnten. Der Fang fand im Herbst statt.

### Leipziger Lerche
Historisch spielt vor allem die Leipziger Lerche eine zentrale Rolle. In dieser Region seien sie „am fettesten und schmackhaftesten“ und wurden „nach den entferntesten Gegenden als Leckerbissen versendet“. Als Grund für die besondere Qualität und den besonderen Geschmack der Leipziger Lerchen wird angegeben, „daß sie sich insbesondere von Feldknoblauch nähren, der um Leipzig häufig ist.“
In Sachsen wurde der Lerchenfang 1876 offiziell verboten. Jedoch wurden weiterhin Lerchen gegessen. „Das Abkommen zwischen Österreich und Italien vom 5. November 1875 und ebenso das deutsche Reichs-Vogelschutzgesetz vom 22. März 1888 verbieten nur die Anwendung der auf dem Boden angebrachten Fallen und der großen Schlagnetze, nicht aber den Lerchenfang überhaupt.“. Laut Wiener Appetit-Lexikon wurden auch Ende des 19. Jahrhunderts noch Lerchen aus der Region Leipzig exportiert.

### Südfrankreich
In Teilen Südfrankreichs werden Lerchen bis heute mit Schlagnetzen gefangen, obwohl seit 1979 zum Schutz der wildlebenden europäischen Vogelarten die EU-Vogelschutzrichtlinie gilt. Tierschutzorganisationen wie das internationale Komitee gegen den Vogelmord (Committee against bird slaughter, CAPS) beziffern dabei die Anzahl der gefangenen und getöteten Lerchen auf 1,8 Millionen Tiere pro Jahr, die vor allem in der Region Aquitanien um Bordeaux zur Nutzung in der Küche mit Fallen gefangen werden.

## Zubereitungsformen
Lerchen wurden in der Küche aufgrund ihrer geringen Größe in der Regel als ganze Tiere verarbeitet. Rezepte für die Zubereitung finden sich in zahlreichen historischen Kochbüchern.
Zur Vorbereitung werden die Lerchen gerupft und mit Hilfe einer Spicknadel oder einem Häkchen Darm und Magen herausgezogen. Die übrigen Innereien werden je nach Rezept im Leib belassen oder ebenfalls herausgenommen und getrennt zubereitet. Kopf und Füße werden ebenfalls je nach Rezept abgetrennt und separat weiter verarbeitet. Als Hauptgericht werden drei, als Vorspeise oder Zwischengericht zwei Vögel pro Person gerechnet.
Für Lerchen mit Sauce wurden Kopf und Füße abgetrennt und die Innereien bis auf Darm und Magen im Tier belassen. Die Lerchen wurden mit Salz, Pfeffer und Nelken eingerieben und in Butter angebraten. Die Sauce wurde aus den im Mörser zusammen mit Semmelbröseln zerstoßenen Köpfen zubereitet, die mit dem übrigen Bratfett und Fleischbrühe angegossen und dann wieder zu den gebratenen Lerchen gegeben und mit Zitronensaft abgeschmeckt wurden.
Für gefüllte Lerchen wurden die Lerchen ausgenommen, die Füße abgeschnitten und gesalzen. Aus den Innereien wurde mit Kalbfleisch, Zwiebeln, Speck, Zitronensaft, Brot, Sahne und Eigelb eine Füllung zubereitet, die mit Salz, Pfeffer, Muskatnuss und Nelken abgeschmeckt und dann in die Bauchhöhle der Vögel gefüllt wurde. Mit Speckscheiben bardiert, wurden die Lerchen anschließend in Butter gelb gebraten.
Ungefüllt wurden Lerchen auch auf Spießen gebraten. Zu diesem Zweck wurden 10–14 Lerchen auf einen Bratspieß aufgesteckt und so in Butter gebraten.
Bei der Zubereitung nach Bauernart („à la paysanne“) wurden die Tiere in Butter und mit Speck angebräunt und danach mit Mehl bestäubt und in Wasser und Gewürzen mit Olivenkartoffeln und kleinen Zwiebeln gar gedünstet sowie mit einer Sauce aus dem Duft angerichtet. Mit Speck gebraten und mit einer durch Cognac verfeinerten Sauce aus dem Bratsatz angerichtet wurden sie bei der Zubereitung nach Hausfrauenart („à la bonne femme“). Auf provencalische Art („à la provençale“) werden die Lerchen gebraten und bevor sie gar sind, durch Champignons, Oliven, Tomaten und Knoblauch ergänzt im Ofen gegart.
Weitere Zubereitungen sind die Lerchen auf südliche Art („à la méridionale“), bei der die angebratenen Lerchen entbeint und mit einer Leberfarce und Petersilie gefüllt gebraten sowie mit einer Trüffelsauce angerichtet werden, sowie die Lerchen auf türkische Art („à la turque“), bei der es sich um ein Reisgericht mit Auberginen, Gewürzen und angebratenen Lerchen handelt.
Auf englische Art („à l’anglaise“) wurden sie mit Butter bestrichen und mit Weißbrot und Petersilie im Ofen gebraten. Ähnlich verlief die Zubereitung nach der Mutter Marianne („à la mère Marianne“), hier wurden die Lerchen in Butter angebraten und danach auf angebratenen Apfelscheiben dressiert und mit Butter beträufelt, bevor sie im Backofen gebraten wurden. Bei der Zubereitung nach dem Philipps Art („du père Philippe“) werden sie dagegen gebraten und zusammen mit Speck in ausgehöhlte Kartoffeln gefüllt und danach umhüllt im Ofen gegart.
Bei den Pasteten von Lerchen („Pàte d’alouette“) wurde eine Pastetenform mit einem Teig ausgefüllt, danach mit Speck ausgelegt und mit einer Farce aus Kalbfleisch sowie entbeinten und mit einer Leberfarce gefüllten Lerchen gefüllt. Die Pasteten wurden gebacken und nach dem Auskühlen mit einem Wildgelee überschichtet. Für die Lerche auf normannische Art („à la normande“) wurden dagegen gewürzte Lerchen in einen ausgehöhlten Apfel gegeben, mit etwas Apfelschnaps beträufelt und der Apfel danach von einem Mürbeteig umhüllt und ausgebacken.
Ein Kochbuch von 1905 beschreibt, wie Lerchen in Butter konfiert und anschließend in luftdicht verschlossenen Blechdosen 45 Minuten im Wasserbad haltbar gemacht wurden.

## Ableitungen
Von der Leipziger Lerche abgeleitet wurde der Name eines mit Marzipan und Marmelade gefüllten Mürbeteiggebäcks, das ebenfalls als Leipziger Lerche bezeichnet wird und bis heute als regionale Spezialität bekannt ist.
In dem Spielfilm Das Leben des Brian der britischen Comedygruppe Monty Python werden dem Publikum bei einem Gladiatorenkampf „Lerchenzungen, Zaunköniglebern, Buchfinkenhirne, gefüllte Jaguarohrläppchen, Wolfzitzen-Chips“ angeboten. Hierbei handelte es sich um eine Satire auf die antike römische Küche, die nicht auf realen Zubereitungen beruht.
Ein 1973 erschienenes Musikalbum von King Crimson heißt Larks’ Tongues in Aspic (Lerchenzungen in Aspik). Lerchenzungen in Aspik waren angeblich eine antike römische Delikatesse.
Die Alouette (siehe oben) ist ein französisches Volkslied zum Lerchenrupfen.